# Fredrik Åkesson
Fredrik Åkesson es guitarrista de la banda sueca Opeth y miembro activo de las bandas Krux y Monsters of Metal. Fredrik ha tocado la guitarra desde los 12 años y sus primeras influencias musicales incluyen a Michael Schenker, Uli Jon Roth, Yngwie Malmsteen y George Lynch.

## Biografía
A los 19 años fue seleccionado mediante una audición como miembro de la banda de Hard Rock Melódico Talisman, compuesta en aquel momento por Marcel Jacob (Bajo), Jeff Scott Soto (cantante) y Jamie Borger (Batería).
Con Talisman grabaría inicialmente 4 discos: Genesis (1993), Humanimal (1994), Life (1995) y Five out of Five - Live in Japan (1995).
Una vez hecha estas grabaciones, Åkesson abandona por primera vez a la banda Talisman, debido a que él estaba buscando realizarse como guitarrista con un sonido un poco más orientado al metal y cumpliendo con dicha premisa, en 1998 edita un disco bajo el nombre de Southpaw. 
Southpaw contaba con el bajista John Levén (ex-Europe), el baterista Rickard Evensand (ex-It's Alive) y el vocalista  Mats Leven (ex- Treat y ex- Swedish Erotica).
En el año 2002, cuando Talisman firma un nuevo contrato discográfico, Åkesson vuelve a la banda con la que grabaría los discos: Cats and Dogs (2002), World's Best Kept Secret (2005) y 5 Men Live (2005).
En 2005 realizó una gira mundial con el grupo sueco Tiamat sustituyendo al guitarrista Thomas Petersson. De esta manera Åkesson aparece en el DVD editado por Tiamat llamado Church of Tiamat, editado en 2006. 
También en el mismo año formó parte de la banda de death metal melódico Arch Enemy hasta 2007, durante la época en que Christopher Amott decidió abandonar la banda. 
Además, tocó en los álbumes II y III He Who Sleeps Amongst the Stars de Krux editados en 2006 y 2011 respectivamente, proyecto paralelo de Leif Edling (Candlemass). Krux es una banda Sueca de Doom Metal formada el año 2002 en Estocolmo. 
En 2007, participaría en el último disco en estudio de la banda Talisman llamado "7" y actualmente es guitarrista de Opeth, sustituyendo a Peter Lindgren. Con esta banda en 2008 editaría el álbum Watershed, en el cual el coescribió el tema Porcelain Heart.
Adicionalmente, Åkesson ha participado en grabaciones con John Norum, Shock Tilt, Clockwise, One Cent, Taurus y Sabbtail.
Åkesson normalmente es patrocinado por PRS Guitars a tal punto que hasta posee su propio modelo personalizado. 
Aunque con su incorporación a la banda Opeth y por sugerencias realizadas por el cantante y guitarrista Mikael Åkerfeldt está usando amplificadores Marshall JVM 410.
En 2022 colaboró en la producción del Impera, el quinto disco de la banda de rock sueca Ghost, donde participó grabando las guitarras. Y el año 2025, volvió a colaborar con ellos al grabar las guitarras para el album Skeletá.

## Discografía

### Talisman
- Genesis - (1993)
- Five Out of Five - Live in Japan (1994)
- Humanimal - (1994)
- Humanimal Part II - (1994)
- Life' - (1995)
- BESTerious - (1996)
- Best Of... - (1996)
- Cats and Dogs - (2003)
- Five Men Live - (2005)
- World's Best Keep Secret (DVD) - (2005)
- 7 - (2007)

### Otros
| Año de lanzamiento | Título de álbum                | Banda      |
| 1996               | Human Clay                     | Human Clay |
| 1998               | SouthPaw                       | SouthPaw   |
| 1998               | Naïve                          | Clockwise  |
| 2003               | Closing the book on Human Clay | Human Clay |
| 2003               | Krux                           | Krux       |
| 2003               | Live DVD                       | Krux       |
| 2005               | Church of Tiamat               | Tiamat     |
| 2006               | II                             | Krux       |
| 2008               | Watershed                      | Opeth      |
| 2011               | Heritage                       | Opeth      |
| 2014               | Pale Communion                 | Opeth      |
| 2016               | Sorceress                      | Opeth      |
| 2022               | Impera                         | Ghost      |
| 2025               | Skeletá                        | Ghost      |

## DVD
- Opeth - Watershed DVD (2008)
- Arch Enemy - Live Apocalypse (2006)
- Tiamat - Church of Tiamat (2005)
- Talisman - World's Best Keep Secret (2005)
- Krux - Live DVD (2003)